# Piazza del Campo
A Piazza del Campo Siena városának főtere, a középkor óta a jelentős társadalmi események színhelye, köztük a sienai palio, a híres kosztümös lovasverseny megrendezésének helye. Középkori épületegyüttesének szépsége miatt nemzetközi hírű, a világörökség része a város történelmi központjával együtt. A teret körülvevő paloták közül kiemelkedik a régi városháza, Palazzo Pubblico és annak tornya, a Torre del Mangia. A tér szélén díszkút található, a Fonte Gaia.

## Története
A már az etruszkok idejében létező település központja sokáig a mai Castelvecchio környékén, a mai belváros sűrűjében volt, és a „Campo” csak egy mező volt a város szélén, ahol az esővíz lefolyást talált. Errefelé keresztezték egymást azonban a város mellett elhaladó utak is, ezért már korán kialakult itt egyfajta vásártér. Siena a római korban nem volt igazán jelentős település, ezért a tér helyén sem volt fórum annak idején. Az írott források először 1169-ben említik a Campo nevét.

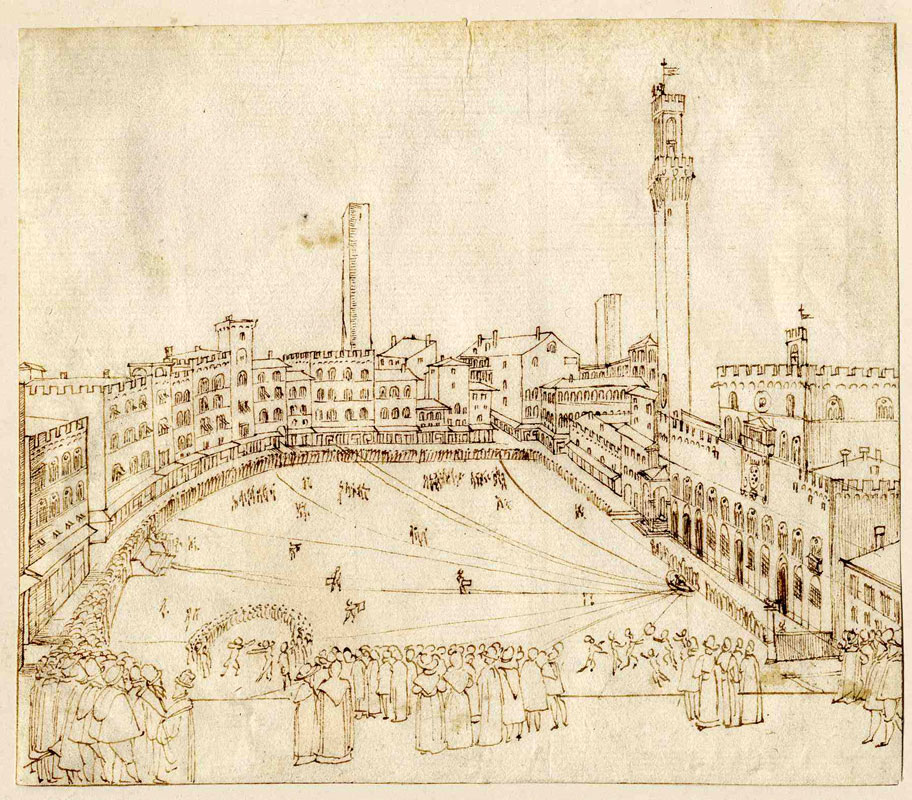
Tollrajz, 1578 körül

A nagyjából félkör alakú, görög színházhoz hasonlatosan az átfogó középpontja felé lejtő tér a 13. századtól vált igazi piactérré, ahol a várost alkotó három dombon kialakult települések, Castellare, San Martino és Camollia lakosai találkoztak. Egészen 1270-ig, a Huszonnégyek uralmának (1236–1270) végéig a Campo piactér maradt, de fokozatosan a város második központjává nőtte ki magát a katedrális tere mellett, ahol elsősorban a vallási rendezvények domináltak. Ahogy a város világi vezetői igyekeztek függetleníteni magukat a püspöktől (később érsek), egyre inkább szükségesnek látták egy városháza felépítését, amire aztán a Kilencek időszakában (1289–1355) sor is került. A teret 1327–1349 között, a középkori város fénykorában kövezték ki halszálka-mintásan lerakott vörös téglával. A felületet travertínó mészkőből lerakott, a tér alsó középpontjából, a régi városháza, a Palazzo Pubblico elől sugárirányban felfelé induló tíz vonal osztja kilenc szektorra. A hagyomány szerint ez a felosztás a várost akkoriban uraló kilenc családra (Noveschi) utal.
A Piazza del Campo fontos jellegzetessége, hogy más itáliai központi terektől eltérően nincs rajta templom, hanem kizárólag politikai központ. A városháza számára kijelölt hely a tér alján arra is alkalmas volt, hogy deklarálja a városi hatóság függetlenségét az egyes kerületektől, amelyek a különböző magaslatokon koncentrálódtak. Ennek következtében a tornyot nagyon magasra kellett építeni, hogy a városban mégis kiemelkedő pont legyen.
A városháza épülete azután meghatározta a tér építészeti arculatának további fejlődését. Ezt a városi törvénykezés is elősegítette, mivel kötelezővé tették az – általában a vezető családok, a Sansedoni, Piccolomini, Saracini és mások által építtetett – paloták egységes magasságát. Ennek érdekében a korábban itt álló Péter-Pál-templomot is lebontották, és arra már csak a mai Szent Péter és Szent Pál utcanevek emlékeztetnek.
A tér a középkortól a mai napig a város életének fókuszpontja maradt. Régebben itt tartották a népgyűléseket, ma nagyobbrészt turisták lepik el. Kétszer egy évben a kerülete mentén rendezik meg a híres történelmi lovasversenyeket, a sienai paliót. Tizenegy keskeny utca indul a tér széléről a belváros különböző részei felé.

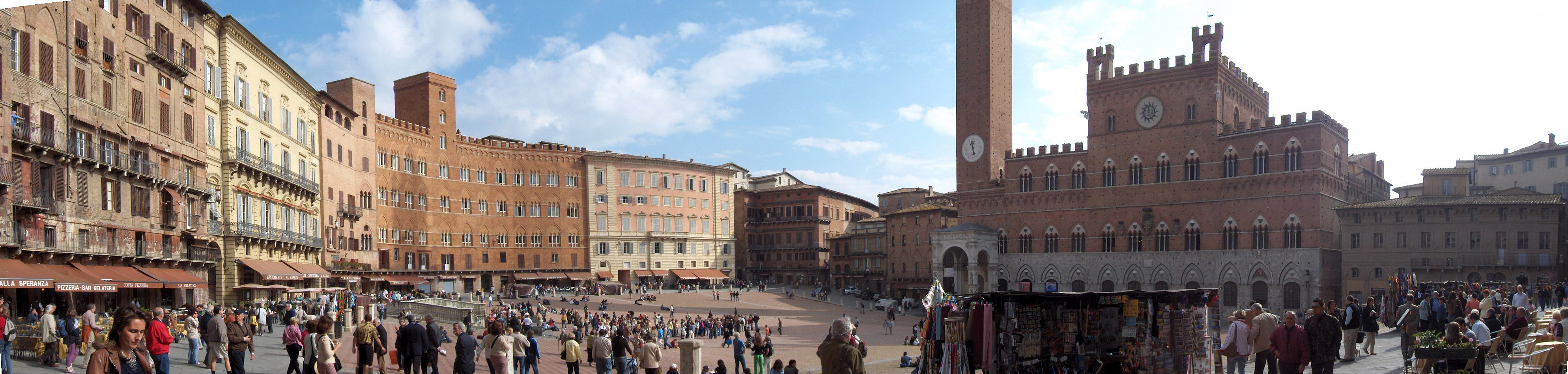
Piazza del Campo

## Fordítás
- Ez a szócikk részben vagy egészben a Piazza del Campo című német Wikipédia-szócikk ezen változatának fordításán alapul.  Az eredeti cikk szerkesztőit annak laptörténete sorolja fel. Ez a jelzés csupán a megfogalmazás eredetét és a szerzői jogokat jelzi, nem szolgál a cikkben szereplő információk forrásmegjelöléseként.